# Risby, Uppsala kommun
Risby är en större by i norra delen av Viksta socken i Uppsala kommun, mellersta Uppland.
Risby ligger strax öster om Vendelån och har en genomgående anslutningsväg till länsväg C 701.
Byn ligger i en utpräglad jordbruksbygd och har många bondgårdar.